# Tornata
Tornata ist eine norditalienische Gemeinde (comune) in der Lombardei mit 408 Einwohnern (Stand 31. Dezember 2023). Die Gemeinde liegt etwa 32 Kilometer ostsüdöstlich von Cremona und grenzt unmittelbar an die Provinz Mantua.